# Sarah Thompson
Sarah Thompson Kane (Los Ángeles; 25 de octubre de 1979) es una actriz estadounidense conocida por su papel como Eve en Ángel (2003–2004) y Rose en 7th Heaven (2005–2006).

## Carrera
Thompson Kane ha aparecido en varias películas, entre las que se incluyen Cruel Intentions 2, Malibu's Most Wanted, Dear Me, Brutal, Broken Windows, Hansie, A Christmas Proposal, Taking Chance, Brooklyn's Finest, Break, The Pink Conspiracy y Raajneeti, una película de Bollywood.

## Vida personal
Thompson está casada con Brad Kane desde el 28 de julio de 2007.

## Filmografía
| Año  | Título                | Papel              | Notas           |
| ---- | --------------------- | ------------------ | --------------- |
| 1997 | The Ice Storm         | Beth               |                 |
| 1999 | A Wake in Providence  | Erica              |                 |
| 2000 | Cruel Intentions 2    | Danielle Sherman   | Directo a vídeo |
| 2003 | Malibu's Most Wanted  | Krista             |                 |
| 2004 | L.A. Twister          | Cindy              |                 |
| 2007 | The Pink Conspiracy   | Katie              |                 |
| 2007 | Brutal                | Zoe                | Directo a vídeo |
| 2008 | Break                 | Mujer              |                 |
| 2008 | Babysitter Wanted     | Angie Albright     |                 |
| 2008 | Broken Windows        | Katie              |                 |
| 2008 | Hansie                | Bertha Cronje      |                 |
| 2008 | A Christmas Proposal  | Reagan             |                 |
| 2009 | Brooklyn's Finest     | Sarie              |                 |
| 2010 | Raajneeti             | Sarah Jean Collins |                 |
| 2010 | A Nanny for Christmas | Tina               |                 |

### Televisión
| Año       | Título                 | Papel                 | Notas                                                                                |
| --------- | ---------------------- | --------------------- | ------------------------------------------------------------------------------------ |
| 1997      | Soul Man               | Bobbi                 | Episodios: "The Lost Sheep Squadron", "Public Embarrassment and Todd's First Sermon" |
| 1999      | The Sopranos           | Lucinda               | Episodio: "Universidad"                                                              |
| 1999      | As the World Turns     | Joven Deena Silva     | 1 episodio                                                                           |
| 2000      | Madigan Men            | Daria                 | Episodio: "Pilot"                                                                    |
| 2000      | FreakyLinks            | Delaney Park          | Episodio: "Subject: Three Thirteen"                                                  |
| 2000-2002 | Boston Public          | Dana Poole            | Papel recurrente (8 episodios)                                                       |
| 2001      | Going to California    | Christina             | Episodio: "Rules of the Road"                                                        |
| 2002      | Touched by an Angel    | Kristie               | Episodio: "Two Sides to Every Angel"                                                 |
| 2003      | The Division           | Madeleine Bainbridge  | Episodio: "Body Double"                                                              |
| 2003-2004 | Line of Fire           | Bambi                 | Papel recurrente (4 episodios)                                                       |
| 2003-2004 | Ángel                  | Eve                   | Papel recurrente (10 episodios)                                                      |
| 2005-2006 | 7th Heaven             | Rosanna "Rose" Taylor | Papel principal (24 episodios)                                                       |
| 2007      | Sin rastro             | Lilly Dolan           | Episodio: "Crash and Burn"                                                           |
| 2008      | House M. D.            | Nikki                 | Episodio: "Last Resort"                                                              |
| 2009      | Taking Chance          | Annie                 | Película para televisión                                                             |
| 2010      | All My Children        | Cynthia               | 1 episodio                                                                           |
| 2011      | 12 Wishes of Christmas | Faith                 | Película para televisión                                                             |